# Lyric Opera of Kansas City
Lyric Opera of Kansas City è una compagnia d'opera americana con sede a Kansas City, Missouri.

## Storia
Fondata nel 1958 dal direttore d'orchestra Russell Patterson, la compagnia presenta una stagione annuale di quattro opere al Kauffman Center for the Performing Arts. Le produzioni della prima stagione furono La bohème di Puccini, I Pagliacci di Leonavallo, Il ratto dal serraglio di Mozart e Otello di Verdi, tutti cantate in inglese. Da allora la compagnia ha presentato spettacoli per oltre 100 opere diverse.

## Registrazioni
Nella sua storia la Compagnia ha prodotto cinque registrazioni: La bisbetica domata pubblicata dalla CRI nel 1969; The Sweet Bye and Bye pubblicata da Desto nel 1973; Captain Jinks of the Horse Marines pubblicata dalla RCA nel 1976; The Devil and Daniel Webster pubblicata da Newport nel 1995 e Coyote Tales pubblicato da Newport nel 1998.